# Eikelandsosen
Eikelandsosen is een plaats in de gemeente Bjørnafjorden in de Noorse provincie Vestland. Eikelandsosen telt 457 inwoners (2007) en heeft een oppervlakte van 0,73 km².
Eikelandsosen · Hagavik · Osøyro · Søfteland · Søre Øyane · Søvik